# Angarsk
Angarsk (russisk: Ангарск, tr. Angarsk) er en by med 217.365 (2024) indbyggere, beliggende i Irkutsk oblast i det Sibiriske føderale distrikt af Den Russiske Føderation omkring 40 kilometer fra hovedbyen Irkutsk. Angarsk vandt i 2002 andenpladsen som den mest behagelige by i Rusland, og i 2005 førstepladsen.

## Geografi
Angarsk ligger ved floden Angara. Angarsk er en stationsby på den Den transsibiriske jernbane, 5.150 kilometer fra Moskva.

### Klima
| J F M A M J J A S O N D 12 −16 −26 9 −12 −24 13 −3 −17 19 7 −6 33 15 1 62 22 7 120 24 10 86 21 8 50 14 2 30 8 −5 18 −5 −16 19 −14 −24 Gennemsnitlige max. og min. temperaturer i °C Nedbørsmængde i mm Kilde: Angarsk, climate-data.org |           |           |         |         |         |           |         |         |         |           |            |
| J | F         | M         | A       | M       | J       | J         | A       | S       | O       | N         | D          |
| 12 −16 −26 | 9 −12 −24 | 13 −3 −17 | 19 7 −6 | 33 15 1 | 62 22 7 | 120 24 10 | 86 21 8 | 50 14 2 | 30 8 −5 | 18 −5 −16 | 19 −14 −24 |
| Gennemsnitlige max. og min. temperaturer i °C |           |           |         |         |         |           |         |         |         |           |            |
| Nedbørsmængde i mm |           |           |         |         |         |           |         |         |         |           |            |
| Kilde: Angarsk, climate-data.org |           |           |         |         |         |           |         |         |         |           |            |

| J                                             | F         | M         | A       | M       | J       | J         | A       | S       | O       | N         | D          |
| 12 −16 −26                                    | 9 −12 −24 | 13 −3 −17 | 19 7 −6 | 33 15 1 | 62 22 7 | 120 24 10 | 86 21 8 | 50 14 2 | 30 8 −5 | 18 −5 −16 | 19 −14 −24 |
| Gennemsnitlige max. og min. temperaturer i °C |           |           |         |         |         |           |         |         |         |           |            |
| Nedbørsmængde i mm                            |           |           |         |         |         |           |         |         |         |           |            |
| Kilde: Angarsk, climate-data.org              |           |           |         |         |         |           |         |         |         |           |            |

Angarsk har koldt tempereret fastlandsklima. ifølge Köppens klimaklassifikation Dwb. Over somrene falder meget mere regn end om vintrene. Den gennemsnitlige årlige temperatur er -0.2 °C, og den gennemsnitlige årlige nedbør er 485 mm, hvoraf 64% falder fra i maj til august.
Vejrobservationer indikerer, at den frostfrie periode i Angarsk er omkring hundrede dage. Den første frost kommer i midten af september, og fra slutningen af maj er der frostfrit. Gennemsnitstemperaturen i januar er -22 °C i juli 18 °C.

## Historie
Den første bebyggelse i Angarsk blev påbegyndt i 1948 som en industriel bosætning og i 1951 blev bebyggelserne officielt registreret som en by. I området var der 1930'erne og 40'erne en række gulag-arbejdslejre.[kilde mangler] Under 2. Verdenskrig voksede byen hurtigt som følge af civile, der var blevet evakueret fra de besatte vestlige dele af Sovjetunionen, blev genbosat i Angarsk, ligesom industri fra det vestlige Sovjetunionen var blevet flyttet mod øst på den anden side af Uralbjergene.

### Befolkningsudvikling
| År   | Indbyggere |
| ---- | ---------- |
| 1959 | 134.390    |
| 1970 | 203.310    |
| 1979 | 238.802    |
| 1989 | 265.835    |
| 2002 | 247.118    |
| 2010 | 233.567    |

Note: Folketællings data

## Økonomi
Økonomien i Angarsk består hovedsageligt af olieindustri, maskinteknik, metalindustri, træforarbejdning, kemisk produktion og petrokemisk industri.
Angarsk er et center i det russiske atomprogram. Tilsvarende virksomheder i byerne Novouralsk, Seversk og Zelenogorsk er også Angarsk elektrolyse kemiske kombinat (russisk: Angarskij elektroliznyj khimitjeskij kombinat) beskæftiget med berige uran. Aktiviteterne har gjort byen til skueplads for voldsomme sammenstød omkring den russiske nukleare politik, der krævede et dødsoffer blandt demonstrerende atomvåbenmodstandere i juli 2007.
Angarsk er forbundet med den transsibiriske jernbane. Den kollektive trafik i byen består bl.a. af Angarsk sporvogne.

## Kendte personer fra Angarsk
- Sergej Krivokrasov – Ishockeyspiller
- Jevgenij Lalenkov – skøjteløber